# Billy Celeski
Billy Celeski, właśc. Blagoja Celeski (ur. 14 lipca 1985 w Ochrydzie) – australijski piłkarz pochodzenia macedońskiego występujący na pozycji pomocnika.

## Kariera klubowa
Celeski jako junior Preston Lions, Bulleen Zebras, VIS oraz AIS. W 2004 roku wrócił do Bulleen Zebras, grającego w Victorian Premier League. Grał tam do 2005 roku. Wówczas odszedł do Perth Glory z A-League. Zadebiutował tam 26 sierpnia 2005 roku w przegranym 0:1 pojedynku z Central Coast Mariners. W Perth spędził rok.
W 2006 roku wrócił do Bulleen Zebras. W 2007 roku klub ten zmienił nazwę na Whittlesea Zebras. W tym samym roku Celeski ponownie został graczem Perth Glory. 30 września 2007 roku w przegranym 1:4 spotkaniu z Wellington Phoenix strzelił pierwszego gola w A-League. Również tym razem w Perth grał przez rok.
W 2008 roku Celeski odszedł do Melbourne Victory, także grającego w A-League. Pierwszy ligowy mecz zaliczył tam 16 sierpnia 2008 roku przeciwko Sydney FC (0:0). W 2009 roku wywalczył z zespołem mistrzostwo A-League, a w 2010 roku został wicemistrzostwo tych rozgrywek. Zawodnikiem Melbourne był do roku 2013. Następnie występował w zespołach Nadi asz-Szab, Liaoning Whowin, Newcastle Jets oraz Ventforet Kōfu.

## Kariera reprezentacyjna
W 2008 roku wraz z kadrą U-23 Celeski wziął udział w letnich igrzyskach olimpijskich, które Australia zakończyła na fazie grupowej. W pierwszej reprezentacji Australii zadebiutował 28 stycznia 2009 roku w zremisowanym 0:0 meczu eliminacji Pucharu Azji 2011 z Indonezją.